# Pleotrichophorus
Pleotrichophorus är ett släkte av insekter som beskrevs av Carl Julius Bernhard Börner 1930. Pleotrichophorus ingår i familjen långrörsbladlöss.

## Dottertaxa tillPleotrichophorus, i alfabetisk ordning[1][2]
- Pleotrichophorus achilleae
- Pleotrichophorus ambrosiae
- Pleotrichophorus amsinckii
- Pleotrichophorus antennarius
- Pleotrichophorus artemisicola
- Pleotrichophorus asterifoliae
- Pleotrichophorus brevinectarius
- Pleotrichophorus chrysanthemi
- Pleotrichophorus decampus
- Pleotrichophorus deviatus
- Pleotrichophorus diutius
- Pleotrichophorus duponti
- Pleotrichophorus elongatus
- Pleotrichophorus filaginis
- Pleotrichophorus filifoliae
- Pleotrichophorus glandulosus
- Pleotrichophorus gnaphalodes
- Pleotrichophorus gregarius
- Pleotrichophorus helichrysi
- Pleotrichophorus heterohirsutus
- Pleotrichophorus hottesi
- Pleotrichophorus infrequenus
- Pleotrichophorus intermedius
- Pleotrichophorus knowltoni
- Pleotrichophorus lagacei
- Pleotrichophorus longinectarius
- Pleotrichophorus longipes
- Pleotrichophorus longirostris
- Pleotrichophorus magnautensus
- Pleotrichophorus narzikulovi
- Pleotrichophorus neosporadicus
- Pleotrichophorus obscuratus
- Pleotrichophorus oestlundii
- Pleotrichophorus ohioensis
- Pleotrichophorus packi
- Pleotrichophorus palmerae
- Pleotrichophorus parilis
- Pleotrichophorus patonkus
- Pleotrichophorus patonkusellus
- Pleotrichophorus persimilis
- Pleotrichophorus pseudoglandulosus
- Pleotrichophorus pseudopatonkus
- Pleotrichophorus pullus
- Pleotrichophorus pycnorhysus
- Pleotrichophorus quadritrichus
- Pleotrichophorus remaudierei
- Pleotrichophorus spatulavillus
- Pleotrichophorus sporadicus
- Pleotrichophorus stroudi
- Pleotrichophorus tetradymiae
- Pleotrichophorus triangulatus
- Pleotrichophorus utensis
- Pleotrichophorus wasatchii
- Pleotrichophorus villosae
- Pleotrichophorus xerozoous
- Pleotrichophorus zoomontanus